# Kaengesa
Kaengesa è una circoscrizione rurale (rural ward) della Tanzania situata nel distretto rurale di Sumbawanga, regione di Rukwa. Conta una popolazione di 28 917 abitanti (censimento 2012).